# Marginal Man (Band)
Marginal Man war eine Hardcore-Band aus Washington, die der ersten Welle des D.C. Hardcore zugerechnet wird.

## Geschichte
Marginal Man wurde 1983 gegründet. Sänger Steve Polcari, Gitarrist Peter Murray und Schlagzeuger Mike Manos hatten vorher bei Artificial Peace gespielt, die 1982 an persönlichen Problemen zerbrochen waren; Murray behauptete später, die drei seien vom Artificial-Peace-Bassisten Rob Moss „gelangweilt gewesen“ und hätten die Band „aufgelöst und heimlich und schnell unter anderem Namen wieder reformiert“. Die neue Band wurde durch den Bassisten Andre Lee und den Gitarristen Kenny Inouye komplettiert, die vorher bei einer Band namens Toasterhead gespielt hatten; die fünf lernten sich auf einer Party kennen und waren sich nach nur einer gemeinsamen Probe über die neue Band einig. Die Gruppe benannte sich nach der „Marginal Man Theory“, einer Theorie der Soziologen Robert Ezra Park und Everett V. Stonequist zur Identitätsfindung von Menschen mit mehreren kulturellen Hintergründen („Randseiter“). Das erste Konzert fand im Januar 1983 als Vorgruppe von The Faith und Minor Threat im Club 9:30 in Washington statt. Innerhalb der Washingtoner Szene war die Band gut vernetzt; Ian MacKaye produzierte in den Inner Ear Studios das erste Album. Marginal Man waren eine der ersten Bands der Washingtoner Hardcoreszene, die zwei Gitarristen einsetzten, und eine der ersten Bands, die auch außerhalb der US-Ostküste tourten. In den fünfeinhalb Jahren ihres Bestehens absolvierte die Band zwei Nordamerikatourneen sowie zahlreiche Konzerte in der erweiterten Heimatregion. Ab etwa 1986 stagnierte die Band; zwar spielten sie regelmäßig ausverkaufte Konzerte im Großraum Washington, aber sie schrieben keine Songs mehr und gingen nicht mehr auf Tournee. Inhaltlich distanzierte sich die Band mittlerweile vom politischen Aktivismus der D.C.-Hardcoreszene, besonders Polcari und Murray fokussierten sich auf den Ausdruck von Emotionen an Stelle politischer Statements. Im März 1988 trennte sich die Band nach zwei ausverkauften Abschiedsshows im 9:30. Das letzte Album Marginal Man erschien posthum.
1991, 1995 und 2011 fand die Band in Originalbesetzung für jeweils ein Konzert in Washington wieder zusammen.
Gitarrist Peter Murray spielte Anfang der 1990er-Jahre Schlagzeug in der in Kansas City beheimateten Post-Hardcore-Band Season to Risk. Gitarrist Kenny Inouye ist der Sohn des ehemaligen US-Politikers Daniel Inouye. Dass ein Sohn eines republikanischen Senators während der Reagan-Ära in einer Band der traditionell eher linksgerichteten Hardcoreszene spielte, erscheint aus heutiger Sicht bemerkenswert, wurde damals aber ignoriert. Daniel Inouye wird in den Credits des Double-Image-Albums erwähnt, da er den Plattenvertrag der Band einer rechtlichen Prüfung unterzog.

## Stil und Rezeption
Marginal Man waren in puncto Spieltempo und Melodiösität stärker dem Punk zugewandt als andere Bands des D.C. Hardcore. Der Musikjournalist Mark Andersen führt den spezifischen Marginal-Man-Sound mit zwei Gitarren auf die britische Band Buzzcocks zurück und stellt heraus, dass Marginal Man im Gegensatz zu vielen zeitgenössischen Hardcorebands nicht ausschließlich politische, sondern auch Emotionen analysierende Texte geschrieben hätten. Das Touch-and-Go-Fanzine bescheinigte der Band ein „großartiges Gefühl für Dynamik“ und wertete, Marginal Man sei eines der wenigen Beispiele dafür, dass „eine gute Band (Artificial Peace) auseinanderbreche und eine großartige Band (Marginal Man) hervorbringe“. Die in Allentown beheimatete Tageszeitung The Morning Call stellte als Hauptmerkmal der Band eine „intensive, umwerfende Doppel-Gitarrenattacke“ heraus und bezeichnete die Band als „eine der erfolgversprechenderen Punkbands der florierenden Großregion Washington“.

## Diskografie
- 1984: Identity (Dischord Records)
- 1985: Double Image (Enigma Records, Gasatanka Records)
- 1988: Marginal Man (Giant Records)